# Gustav Rydahl
Gustav Karl Anders Rydahl, född 11 september 1994 i Karlstad i Värmlands län, är en svensk professionell ishockeyspelare som spelar för 
för Frölunda HC.
Rydahl är född och uppvuxen i stadsdelen Råtorp, Karlstad. Inför säsongen 2011/2012 värvades han till Frölunda HC. Under säsongen 2013/2014 blev han utlånad till Mora IK. Inför säsongen 2014/2015 värvades han till Växjö Lakers, med vilka han vann SM-guld. Han värvades till Luleå HF säsongen 2016/2017. Han fick begränsad speltid i klubben och värvades till Färjestad BK i februari 2018. Säsongen 2019/2020 noterades han för 35 poäng (varav 19 mål) på 49 spelade matcher. 
Han tvingades till en knäoperation, vilket resulterade till att han endast spelade nio grundseriematcher under säsongen 2020/2021.
Säsongen 2021/2022 noterades han för 12 poäng på 19 spelade slutspelsmatcher och var med och vann SM-guld med Färjestad BK.
Inför säsongen 2022/2023 skrev Rydahl på ett ettårskontrakt med New York Rangers i NHL.

## Internationell karriär
Rydahl fick landslagdebutera under Channel One Cup 2019. Han blev uttagen till det svenska ishockeylandslaget vid Olympiska vinterspelen i Peking 2022.

## Klubbar
- Färjestad BK Moderklubb–2011
- Skåre BK 2011 (lån)
- Frölunda HC 2011–2014 (lån)
- Mora IK 2013–2014 (lån)
- Växjö Lakers 2014–2016
- Luleå HF 2016–2018
- Färjestad BK 2018–2022
- New York Rangers 2022–